# Savignac-les-Ormeaux
Savignac-les-Ormeaux település Franciaországban, Ariège megyében. Lakosainak száma 397 fő (2022. január 1.). Savignac-les-Ormeaux Aston, Ax-les-Thermes, Ignaux, Luzenac, Mérens-les-Vals, Perles-et-Castelet, Tignac és Vaychis községekkel határos.

## Népesség
A település népessége az elmúlt években az alábbi módon változott:
| Lakosok száma | 255  | 276  | 372  | 383  | 415  | 381  | 371  | 389  | 398  | 397  |
|               | 1968 | 1982 | 1990 | 2006 | 2013 | 2015 | 2017 | 2019 | 2020 | 2022 |